# Прелошћица
Прелошћица је насељено место у саставу Града Сиска, Хрватска.

## Становништво
На попису становништва 2011. године, Прелошћица је имала 525 становника.

## Попис1991.
На попису становништва 1991. године, насељено место Прелошћица је имало 795 становника, следећег националног састава:
| Попис 1991.‍ | Попис 1991.‍ | Попис 1991.‍ | Попис 1991.‍ | Попис 1991.‍ |
| ----------- | ----------- | ----------- | ----------- | ----------- |
|             |             |             |             |             |
| Хрвати      | Хрвати      |             | 763         | 95,97%      |
| Срби        | Срби        |             | 3           | 0,37%       |
| Мађари      | Мађари      |             | 1           | 0,12%       |
| непознато   | непознато   |             | 28          | 3,52%       |
| укупно: 795 |             |             |             |             |